# آنتونی لو تالک
آنتونی لو تالک (انگلیسی: Anthony Le Tallec؛ زادهٔ ۳ اکتبر ۱۹۸۴) بازیکن فوتبال اهل فرانسه است.
از باشگاه‌هایی که در آن بازی کرده‌است می‌توان به باشگاه فوتبال لو مان، باشگاه فوتبال لو آور، باشگاه فوتبال لیورپول، باشگاه فوتبال سوشو، باشگاه فوتبال سن-اتین، باشگاه فوتبال ساندرلند، باشگاه فوتبال والنسین، باشگاه فوتبال اوسر، باشگاه فوتبال لو آور، باشگاه فوتبال لو مان، باشگاه فوتبال آترومیتوس، تیم ملی فوتبال زیر ۱۷ سال فرانسه، تیم ملی فوتبال زیر ۲۱ سال فرانسه، و باشگاه فوتبال سن-اتین اشاره کرد.
وی همچنین در تیم‌های ملی فوتبال زیر ۱۷ و ۲۱ سال فرانسه بازی کرده‌است.